# Pellosniemi
Pellosniemi är en tätort (finska: taajama) i S:t Michels stad (kommun) i landskapet Södra Savolax i Finland. Vid tätortsavgränsningen den 31 december 2021 hade Pellosniemi 231 invånare och omfattade en landareal av 1,71 kvadratkilometer.